# Catariberas
Catariberas significa ojeador, reconocedor o explorador de las aves que suelen hacer asiento en las riberas, lagunas y otros lugares pantanosos como son los ánades, patos, chochas.
Esta voz catariberas se compone del verbo antiguo catar, que significa mirar, reconocer y del sustantivo riberas. Esta caza se llamaba cetrería o volatería y era no menos usada por los reyes y señores, que la de montería de la que escribió un libro Alonso XI publicado por Gonzalo Argote de Molina, aunque con poca corrección. Se daba este nombre metafórico a los pretendientes de varas de alcaldes mayores y de corregimientos cuya vida solícita, afanada y escasa tal vez de bienes temporales, pinta con incomparable gracia Diego de Mendoza en una carta que con otras se guarda en la Real Biblioteca.
El erudito, político y valiente Don Juan Manuel, marqués de Peñañel y nieto de San Fernando, escribió entre otros apreciables tratados uno en que describe las riberas y lugares que en Castilla y otras partes donde abundaban de las aves mencionadas. Entre los oficios de la Casa Real estaba el de Cazador Mayor de volatería. Además de otros subalternos, había en tiempo de Felipe III diez catariberas, con quince mil maravedís de sueldo cada un año. (Ambrosio de Salazar, Almoneda general de las más curiosas recopilaciones de España: fol. 176.). 
Estos, como se ha dicho, andaban de ribera en ribera, ojeando las aves, y por esta alusión llamaban catariberas a los referidos pretendientes por andar de lugar en lugar ejerciendo sus oficios.